# Буковець (Новотомиський повіт)
Буковець (пол. Bukowiec, нім. Buckwitz) — село в Польщі, у гміні Новий Томишль Новотомиського повіту Великопольського воєводства.
Населення — 1013 осіб (2011).
У 1975-1998 роках село належало до Познанського воєводства.

## Демографія
Демографічна структура станом на 31 березня 2011 року:
|          | Загалом | Допрацездатний вік | Працездатний вік | Постпрацездатний вік |
| -------- | ------- | ------------------ | ---------------- | -------------------- |
| Чоловіки | 505     | 93                 | 368              | 44                   |
| Жінки    | 508     | 118                | 291              | 99                   |
| Разом    | 1013    | 211                | 659              | 143                  |